# Calu
Calu o Calus (in etrusco 𐌂𐌀𐌋𐌖, Calu) era una divinità etrusca della morte. Associato al canide, potrebbe corrispondere alla divinità latina Orcus o coincidere con Thanatos.
Nelle iscrizioni funerarie si ritrova spesso «è sceso da Calu».